# Хвойница (окръг Миява)
Хвойница (на словашки: Chvojnica) е село в западна Словакия, в Тренчински край, в окръг Миява. Населението му е 336 души.
Разположена е на 384 m надморска височина, на 18 km западно от Миява. Площта му е 16,35 km². Кмет на селото е Мариан Коллар.